# Sunčana Glavak
Sunčana Glavak (ur. 9 grudnia 1968 w Čakovcu) – chorwacka polityk i dziennikarka, działaczka Chorwackiej Wspólnoty Demokratycznej (HDZ), w latach 2016–2018 rzeczniczka prasowa rządu, posłanka do Zgromadzenia Chorwackiego, posłanka do Parlamentu Europejskiego IX i X kadencji.

## Życiorys
Kształciła się na Uniwersytecie w Zagrzebiu; została absolwentką wydziału filozoficznego, a następnie uzyskała magisterium z dziennikarstwa na wydziale nauk politycznych. Pracowała jako dziennikarka w publicznym radiu i telewizji HRT, a także w regionalnej stacji VTV Televizija.
W 2004 została rzeczniczką prasową w resorcie kultury. Zaangażowała się w działalność polityczną w ramach Chorwackiej Wspólnoty Demokratycznej. W 2007 uzyskała mandat deputowanej do Zgromadzenia Chorwackiego. Zawiesiła jednak jego wykonywanie w związku z nominacją na zastępczynię rzecznika prasowego rządu. Została też rzeczniczką prasową HDZ. W 2009 przystąpiła do wykonywania obowiązków poselskich, mandat deputowanej wykonywała także w kolejnej kadencji w latach 2011–2015.
Od 2016 była rzeczniczką prasową rządów Tihomira Oreškovicia i Andreja Plenkovicia. W 2018 odeszła z tej funkcji, powracając do chorwackiego parlamentu (objęła mandat zwolniony przez Darka Horvata). W 2019 bez powodzenia kandydowała do Europarlamentu. Mandat europosłanki IX kadencji objęła jednak w grudniu tegoż roku, dołączając w PE do frakcji chadeckiej. W 2024 utrzymała go na kolejną kadencję Europarlamentu (po rezygnacji z objęcia mandatu, którą złożył premier Andrej Plenković).